# Мелодія серця (сингл)
Мелодія серця — сингл гурту СКАЙ з альбому Нове життя, випущений у вересні 2016 року. Прем'єра кліпу на пісню відбулася 13 жовтня 2013 у сервісі VK та 15 жовтня 2016 - у сервісі Youtube.

## Про сингл
Пісню вперше було презентовано у радіоефірі станції Jam FM і згодом 11 листопада 2016 року офіційно викладено у мережу на сервіс Soundcloud для вільного прослуховування.
Пісню присвячено взаємовідносинам між чоловіком та жінкою і важливості збігу особливих душевних імпульсів пари. «Чоловіки апріорі не багатослівні, але цей факт не зменшує силу їхньої любові. У пісні „Мелодія серця“ мені хотілось сказати про любов так як чоловік вміє говорити про свої почуття до жінки. Так, ми з різних планет, ми можемо лаятися і не завжди розуміти один одного, але ми завжди будемо знаходити компроміси на шляху до любові», — зазначив Олег Собчук.
Цей сингл було представлено гуртом із оновленою назвою, з якої зникли крапки — «СКАЙ».

## Кліп
Кліп на цю пісню став першим із серії музичних відео, присвячених пісням альбому «Нове життя» гурту. Вперше кліп було презентовано в соціальних мережах і на телеканалі М1. Олег Собчук в кліпі грає роль бармена, що споглядає збоку за переплетінням стосунків та моделює їхнє подальше життя. Часом бармен спостерігає, як ідеально створені одне для одного люди не розуміють одне одного і розходяться.
У цій роботі присутні особисті переживання і власний досвід Олега Собчука.

### Творчий склад
- Виробник: Manifest production
- Режисер: Дмитро Маніфест, Дмитро Шмурак
- Оператор-постановник: Дмитро Маніфест
- Продюсер: Катерина Мала
- Візажист: Христина Котик